# La guardia rossa
La guardia rossa è una canzone composta da Raffaele Offidani, detto "Spartacus Picenus" durante il Biennio rosso (1919-1920) e cantata nel 1936 dai volontari del battaglione Garibaldi che facevano parte della XII Brigata internazionale durante la guerra civile spagnola. 
Il brano era dedicato a Lenin. La prima melodia fu composta su un brano allora in voga, Valse brune, ma successivamente in Russia venne composta una nuova musica, sul ritmo di marcia, che venne usata dai partigiani ed è rimasta la versione più conosciuta.